# Traiguera (kommunhuvudort)
Traiguera är en kommunhuvudort i Spanien.   Den ligger i provinsen Província de Castelló och regionen Valencia, i den östra delen av landet, 300 km öster om huvudstaden Madrid. Traiguera ligger 280 meter över havet och antalet invånare är 1 531.
Terrängen runt Traiguera är platt österut, men västerut är den kuperad. Terrängen runt Traiguera sluttar österut. Runt Traiguera är det ganska tätbefolkat, med 139 invånare per kvadratkilometer. Närmaste större samhälle är Vinaròs, 16,8 km öster om Traiguera. Trakten runt Traiguera består till största delen av jordbruksmark.